# Таргетт, Мэтт
Мэттью Роберт Таргетт (англ. Matthew Robert Targett; родился 18 сентября 1995 года в Истлие, Англия) — английский футболист, защитник клуба «Ньюкасл Юнайтед».

## Клубная карьера
Мэтт является воспитанником знаменитой академии «Саутгемптона». В системе клубной академии он провёл одиннадцать лет. После продажи Люка Шоу в «Манчестер Юнайтед» Мэтта стали привлекать к играм первой команды «святых». Его дебют в английской премьер-лиге состоялся 27 сентября 2014 года в матче против «Куинз Парк Рейнджерс». Всего в своём дебютном сезоне он провёл шесть встреч. В начале следующего сезона Мэтт заменил в основном составе травмированного Райана Бертранда.
22 января 2018 года Таргетт был отдан в аренду «Фулхэму» до конца сезона 2017/2018.

## Выступления за сборную
В 2013 году Мэтт провёл два матча в составе юношеской сборной Шотландии, однако затем изменил свой выбор в пользу англичан. Он принимал участие на молодёжном чемпионате Европы 2015, однако так ни разу и не вышел там на поле.